# 마그니토고르스크 제철소
마그니토고르스크 제철소(러시아어: Магнитогорский металлургический комбинат, 영어: Magnitogorsk Iron and Steel Works, MMK)는 러시아 마그니토고르스크시에 위치한 철강회사이다. 2017년 기준으로 세계 30위의 철강회사이다. 2021년 회사 수익은 7,860억 루블에 달했다.